# William Knight (kunglig tjänare)
William Knight, född 1475 eller 1476, död 1547, var Henrik VIIIs Secretary of State 1526–1528 och sändes till Rom 1527 för att få Henriks äktenskap med Katarina av Aragonien annullerat. Han var biskop av Bath och Wells 1541–1547.
Knight byggde om Horton Court i Gloucestershire, och använde då idéer från italiensk arkitektur.